# Armando Santacesaria
Armando Santacesaria (* 1971) ist ein schweizerisch-italienischer Manager. Von 2019 bis 2023 sass er in der Generaldirektion des Migros-Genossenschafts-Bundes und leitete dort das Departement Industrie & Grosshandel.

## Leben und Wirken
Bis 2003 hatte Santacesaria verschiedene Funktionen bei British American Tobacco Switzerland SA inne. Von 2003 bis 2006 war er in verschiedenen Funktionen bei Gillette Europe, zuletzt als Business Manager Körperpflege tätig. Von 2006 bis 2012 übernahm er verschiedene Funktionen bei Procter & Gamble Europe, zuletzt als Marketing Director Pringles. Von 2012 bis 2019 war er in verschiedenen Funktionen bei Kellogg Europe, zuletzt als Vice President & General Manager Nordeuropa. Von Juni 2019 bis Ende 2023 war er in der Generaldirektion des Migros-Genossenschafts-Bundes und leitete dort das Departement Industrie & Grosshandel. Santacesaria gab seinen Rücktritt aus dem Migros-Genossenschafts-Bund per Ende März 2024 bekannt. Bereits ab dem 12. Januar 2024 war Matthias Wunderlin Präsident des Verwaltungsrates der Migros Industrie AG. Noch im gleichen Jahr wurde Santacesaria CEO des spanischen Schokoladen- und Kakaoverarbeitungsunternehmens Natra.
Ausserdem hat er den Master der Community of European Management Schools (CEMS) und Ph.D. in Business Administration der Universität Bocconi, Mailand.